# ملیکا میرحسینی
ملیکا میرحسینی وکیلی (زاده ۱۲ اسفند ۱۳۷۴) تکواندوکار ایرانی است. وی در سال ۲۰۲۱، در ماده ۶۷ کیلوگرم زنان در مسابقات تکواندو قهرمانی آسیا ۲۰۲۱ که در بیروت لبنان برگزار شد، مدال نقره را کسب کرد. او همچنین در مسابقات خود در بازی‌های همبستگی اسلامی ۲۰۱۷ که در باکو، آذربایجان برگزار شد، مدال نقره را به‌دست آورد.
او در سال ۲۰۱۷، در ماده ۶۷ کیلوگرم زنان در یونیورسیاد تابستانی ۲۰۱۷ که در تایپه، تایوان برگزار شد، یکی از مدالهای برنز را در ماده ۶۷ کیلوگرم زنان کسب کرد. دو سال بعد، او همچنین در ماده ۷۳ کیلوگرم زنان در یونیورسیاد تابستانی ۲۰۱۹ که در ناپل ایتالیا برگزار شد، یکی از مدالهای برنز را در ماده ۷۳ کیلوگرم زنان کسب کرد.